# أبو ديا
أبو ديا هي مدينة في منطقة سلامات جنوب وسط تشاد.

## المواصلات
يخدم المدينة مطار أبو ديا.